# Pinega (rijeka)
Pinega (rus. Пинега) je rijeka u Verhnetojemskom, Pinežskom i Holmogorskom rajonu Arhangelske oblasti u Rusiji, desni pritok Sjeverne Dvine. Duga je je 779 km, s površinom porječja od 42600 km2.
Etimologija imena Pinega nije jasna.
Pinega je glavni plovni put Pinežskog rajona, a mnoga naselja u rajonu nalaze se na obalama rijeke. 

## Tok i porječje
Porječje rijeke obuhvaća sjeverozapadni dio Krasnoborskog rajona, istočni dio Verhnetojemskog rajona, istočni dio Vinogradovskog rajona, veći dio Pinežskog rajona, istočni dio Holmogorskog rajona i manja područja u Lešukonskom rajonu i Udorskom rajonu Republike Komi. Pinega teče u brdovitom krajoliku, na zapadnoj granici Timanskog grebena, u crnogoričnoj šumi (tajgi). Smrzava se sredinom listopada ili početkom studenog i ostaje pod ledom do sredine travnja ili početka svibnja.
Njeni glavni pritoci su Ileša, Vuja, Jula, Pokšenga i Jožuga. 
Pinega nastaje u Verhnetojemskom rajonu, blizu granice s Krasnoborskim rajonu, sutokom rijeka Belaja i Čornaja. Tamo teče prema sjeverozapadu, a zatim skreće prema sjeveru. Prvo selo na Pinegi je Belorečenski, još uvijek u Verhnetojemskom rajonu. Sjeverno od Belorečenskog, rijeka meandrira, a nakon što s lijeve strane prihvati rijeku Ohtomu, skreće na istok. Od ove točke nizvodno, dolina Pinege je naseljena, a sela su grupirana po nekoliko u mini-aglomeracije. Pinega prihvaća Ilešu s juga i ponovno skreće prema sjeveru, pojavljujući se kao široka rijeka s visokim obalama. Dalje nizvodno prihvaća Vuju sa zapada, u selu Ust-Vujskaja, a nakon što prihvati Njuhču s desne strane, u selu Zanjuhča, skreće prema sjeverozapadu. Od ove točke nadalje, neasfaltirana cesta pojavljuje se iz Republike Komi i prati desnu obalu rijeke. Nizvodno od Zanjuhče, Pinega prolazi pored povijesnih sela Sura i Verkola, prihvaća rijeku Julu sa zapada, a na lijevoj obali prolazi pored sela Kevrola, koje je bilo povijesno središte područja prije 19. stoljeća, te pored sela Karpogori, koje je trenutno administrativno središte Pinežskog rajona, na desnoj obali. Nekoliko kilometara nizvodno od Karpogorija, Pinega prihvaća Pokšengu i skreće prema sjeveru. U selu Šilega nalazi se željeznički most na željezničkoj pruzi koja spaja Arhangelsk i Karpogori.
Nizvodno od ušća Ježuge Pinega naglo skreće prema zapadu, a u naselju Pinega, koje je služilo kao administrativno središte područja, skreće prema jugozapadu. Na desnoj obali osnovan je Pinežski prirodni rezervat. Dalje nizvodno, Pinega prelazi u Holmogorski rajon. Ušće mu se nalazi u povijesnom naselju Ust-Pinega.

## Promet
Rijeka je plovna uzvodno do 580 km od ušća; nizvodno od sela Gorka, međutim, nema putničke plovidbe. Na jednom mjestu, nekoliko kilometara uzvodno od naselja Pinega, rijeka dolazi na udaljenost od nekoliko kilometara do toka Kuloja. Na ovom mjestu je kanal Kuloj-Pinega izgrađen 1926.–28., no danas je kanal prilično zapušten.

## Povijest
Područje su naseljavali Finski narodi, a zatim ga je kolonizirala Novgorodska Republika. U 13. stoljeću novgorodski trgovci već su stigli do Bijelog mora. Pinegu su novgorodski trgovci koristili kao izvor krzna, a ujedno i kao trgovačku rutu do porječja rijeke Pečore. Iz Sjeverne Dvine postojalo je nekoliko puteva u porječje Mezena (odakle su trgovci mogli doći do porječja Pečore i Oba). Dvije su mogućnosti uključivale uzvodno Pinegom i prijevoz brodovima kopnom do Kuloja i Mezena, ili korištenje Pukšenge i Pokšenge za dolazak do Pinege, a zatim od Jožuge prijevoz brodovima kopnom do Zyrjanske Ježuge i Vaške. 

## Vanjske poveznice
|  | Zajednički poslužitelj ima još gradiva o temi Pinega (rijeka) |